# Kingston Deverill
Kingston Deverill – wieś w Anglii, w hrabstwie Wiltshire, położona nad rzeką Wylye. Leży 32 km na zachód od miasta Salisbury i 153 km na zachód od Londynu.